# Vysoká škola

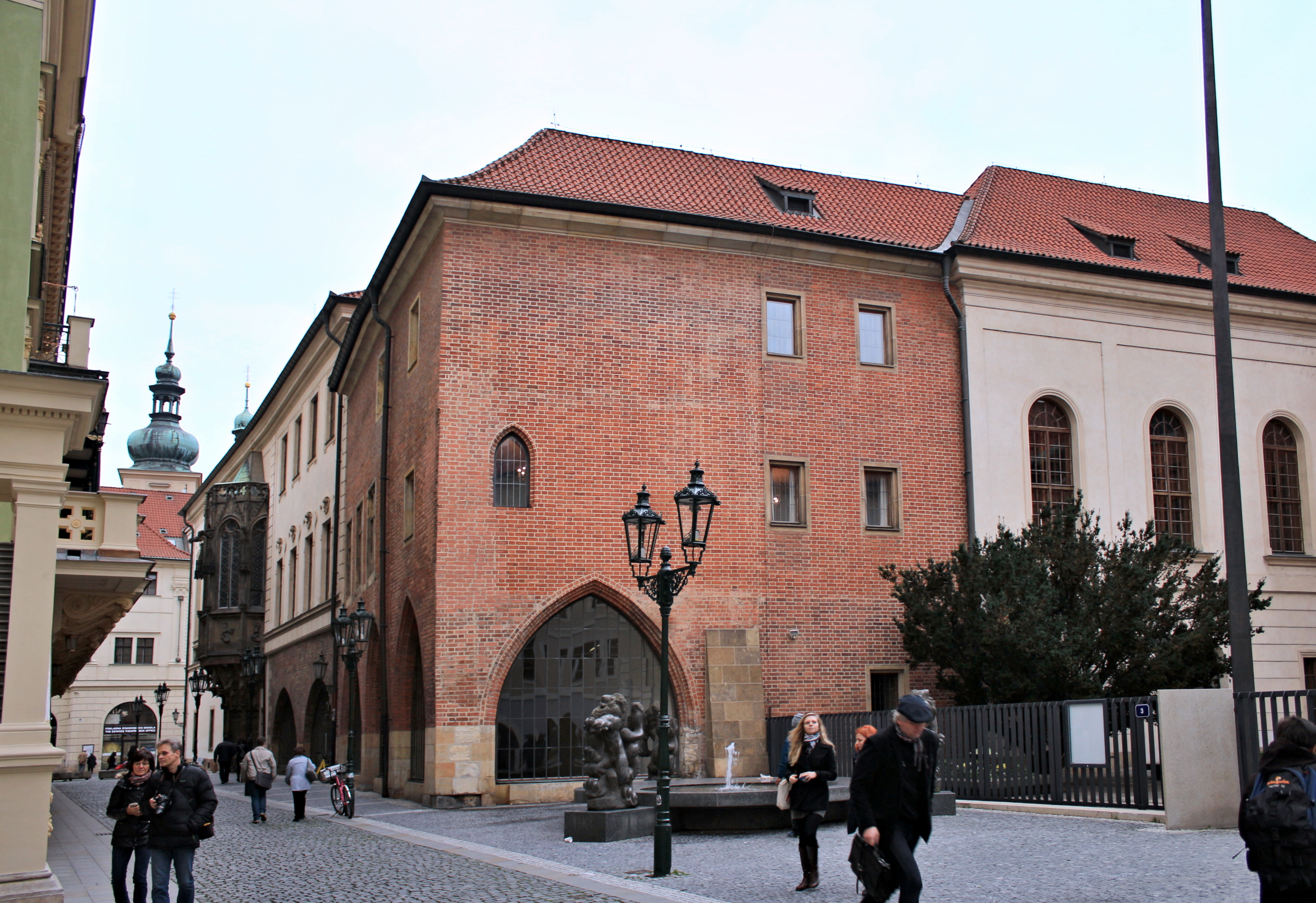
Karolinum, historické sídlo Univerzity Karlovy

Vysoká škola je vzdělávací instituce poskytující terciární vzdělávání. Jejím hlavním posláním je poskytovat odborné, akademické a vědecké vzdělání a zároveň přispívat k rozvoji společnosti prostřednictvím výzkumu, inovací a šíření poznání. Vysoké školy se vyznačují komplexní strukturou vzdělávacích programů. Jedná se tedy o nejvyšší článek vzdělávací soustavy. Studenti a pedagogové vysoké školy tvoří akademickou obec. Vysoká škola je jediná instituce, která má právo udělovat akademické tituly. Vysoké školy mohou být děleny na univerzitní a neuniverzitní. Univerzitní vysoké školy (univerzity) uskutečňují krom vzdělávací činnosti též výzkum, a uskutečňují také doktorské studijní programy (Ph.D.).
Vysoká škola má 3 hlavní pilíře své činnosti: výuka, výzkum a třetí role VŠ. Prvním pilířem je výuka. Prostřednictvím akreditovaných studijních programů (bakalářských, magisterských a doktorských) a programů celoživotního vzdělávání zajišťuje vzdělávací činnost. Druhým pilířem je výzkum a tvůrčí činnost, která zahrnuje vědecké aktivity zaměřené na rozvoj poznání a inovací. Třetí role vysokých škol pak spočívá ve službě společnosti a její přímé společenské působení.
Největší organizační jednotkou vysoké školy je obvykle fakulta, která se dále člení na pracoviště, jako jsou katedry a ústavy. Na těchto pracovištích probíhá výuka, výzkum nebo jejich kombinace, v závislosti na zaměření. Tyto činnosti zajišťují akademičtí pracovníci, mezi které patří lektoři, asistenti, odborní asistenti, docenti a profesoři. Vedení fakulty zajišťuje děkan, zatímco v čele vysoké školy stojí rektor.

## Vysoké školy v Česku
V roce 2023 studovalo na českých veřejných vysokých školách celkem 280 175 studentů, 29 082 na soukromých a 4078 na státních. V tomtéž roce absolvovalo na českých vysokých školách 63 224 studentů.
Činnost vysokých škol je v Česku regulována vysokoškolským zákonem.

### Podle typu
Vysoké školy v Česku se především dělí na univerzitní a neuniverzitní. Přesto se vysoké školy v praxi dělí na čtyři kategorie: neuniverzitní, umělecké, menší univerzity a velké univerzity. Mezi velké univerzity patří Univerzita Karlova, Masarykova univerzita, Univerzita Palackého v Olomouci, České vysoké učení technické v Praze a Vysoké učení technické v Brně.
Zvláštním typem vysoké školy je výzkumná univerzita, která se od jiných univerzit liší zejména tím, že na rozdíl od vzdělávání je jejím hlavním cílem vědecký výzkum.

#### Univerzitního typu
Vysoká škola univerzitního typu (univerzita) je vysoká škola, která má akreditovaný doktorský studijní program (Ph.D.). Univerzita plní vzdělávací a vědecko-badatelskou funkci, zahrnující výzkum, vývoj, inovace, uměleckou a další tvůrčí činnost. Může uskutečňovat všechny typy studijních programů, včetně doktorských. Univerzity často realizují rigorózní řízení, habilitační řízení nebo řízení ke jmenování profesorem, pokud mají akreditaci příslušného doktorského studijního programu.
Univerzitní vysoké školy se člení na:
- Fakulty - základní jednotkou univerzity jsou fakulty (např. lékařská, právnická, filozofická, přírodovědecká) a vysokoškolské ústavy (např. matematický ústav, ústav sociální práce)
- Katedry a ústavy - V rámci fakult a vědeckých pracovišť (např. matematický ústav, ústav sociální práce).
- Rektorát - Rektorát je organizační jednotkou univerzity, která vykonává správní a řídící funkce a je přímo veden rektorem. Je to Administrativní a řídicí centrum vysoké školy. Obsahuje například: Odbor pro kvalitu, odbor bezpečnosti, ekonomické oddělení.
- Hospodářská střediska - Jednotky zajišťující podporu provozu školy, např.: odbor ubytování a stravování (např. menza, koleje). Účelová zařízení pro kulturní a sportovní činnost, zemědělské a lesní statky.

Vysokoškolský zákon též ve své zvláštní části explicitně upravuje fakt, že klinická a praktická výuka v oblastech vzdělávání Všeobecné lékařství a zubní lékařství, Zdravotnické obory a Farmacie se uskutečňuje zejména ve fakultních nemocnicích, v těchto nemocnicích se uskutečňuje též vědecká, výzkumná nebo vývojová činnost.

#### Neuniverzitního typu
Neuniverzitní vysoké školy se zaměřují především na prakticky orientované vzdělávání s důrazem na propojení výuky a praxe. Nabízejí hlavně bakalářské programy, méně často magisterské, a výjimečně realizují výzkumné aktivity. Profesní studijní programy připravují studenty na konkrétní povolání s důrazem na odborné dovednosti a praxi, zatímco akademicky zaměřené programy kladou důraz na teoretické poznatky, vědecký výzkum a další vzdělávání. Doktorský studijní program akreditován nemají, také se na rozdíl od univerzitních vysokých škol zpravidla nečlení na fakulty
Většina VŠ je univerzitního typu, pouze Vysoká škola technická a ekonomická v Českých Budějovicích a Vysoká škola polytechnická Jihlava jsou vysoké školy neuniverzitní.

### Podle práva
Podle práva existují v České republice vysoké školy veřejné, soukromé a státní (státní vysoké školy jsou pouze Policejní akademie České republiky v Praze a Univerzita obrany. Veřejné vysoké školy a soukromé vysoké školy jsou ze zákona právnickou osobou, státní vysoké školy jsou pak organizačními složkami státu (tedy nejsou právnickými osobami). Dále zde pak působí vysoké školy zahraniční.

#### Veřejné vysoké školy
Veřejné vysoké školy jsou zřizovány a rušeny zákonem. Většina z nich je univerzitního typu, pouze Vysoká škola technická a ekonomická v Českých Budějovicích a Vysoká škola polytechnická Jihlava jsou vysoké školy neuniverzitní. Veřejné vysoké školy jsou financovány především dotacemi ze státního rozpočtu (ministerstvo školství). Dalšími zdroji jejich financí mohou být poplatky spojené se studiem, výnosy z majetku, příjmy ze státních fondů a z rozpočtů obcí, výnosy z doplňkové činnosti a dary.
Veřejné vysoké školy jsou zřizovány a rušeny zákonem č. 111/1998 Sb., Zákon o vysokých školách a o změně a doplnění dalších zákonů. Veřejné vysoké školy jsou financovány především dotacemi ze státního rozpočtu (ministerstvo školství). Dalšími zdroji jejich financí mohou být poplatky spojené se studiem, výnosy z majetku, příjmy ze státních fondů a z rozpočtů obcí, výnosy z doplňkové činnosti a dary.
Absolventům studia v bakalářských studijních programech se uděluje akademický titul "bakalář" (ve zkratce "Bc." uváděné před jménem), v oblasti umění akademický titul "bakalář umění" (ve zkratce "BcA." uváděné před jménem);
Absolventům studia v magisterských studijních programech se udělují tyto akademické tituly:
- v oblasti ekonomie, technických věd a technologií, zemědělství, lesnictví a vojenství "inženýr" (ve zkratce "Ing." uváděné před jménem)
- v oblasti architektury "inženýr architekt" (ve zkratce "Ing. arch." uváděné před jménem)
- v oblasti všeobecného lékařství "doktor medicíny" (ve zkratce "MUDr." uváděné před jménem)
- v oblasti zubního lékařství "doktor zubního lékařství" (ve zkratce MDDr. uváděné před jménem)
- v oblasti veterinárního lékařství a veterinární hygieny "doktor veterinární medicíny" (ve zkratce "MVDr." uváděné před jménem)
- v oblasti umění "magistr umění" (ve zkratce "MgA." uváděné před jménem)
- v ostatních oblastech "magistr" (ve zkratce "Mgr." uváděné před jménem).

Absolventům studia v doktorských studijních programech se uděluje akademický titul "doktor" (ve zkratce "Ph.D." uváděné za jménem).
V Česku takto působí 26 veřejných vysokých škol (2024).
Orgány veřejné vysoké školy jsou:
- Orgány akademické samosprávy[9]:
  - rektor
  - akademický senát
  - vědecká rada (na univerzitních vysokých školách), umělecká rada (na uměleckých vysokých školách) nebo akademická rada (na neuniverzitních vysokých školách)
  - rada pro vnitřní hodnocení (je-li zřízena)
  - disciplinární komise
- Další orgány veřejné vysoké školy:
  - správní rada
  - kvestor
  - kancléř

#### Státní vysoké školy
Státní vysoké školy jsou pouze Policejní akademie České republiky v Praze a Univerzita obrany. Jsou spravovány přímo příslušnými ministerstvy (vnitra a obrany). Je zde omezena vysokoškolská samospráva. Vojenské vysoké školy jsou financovány ze státního rozpočtu, zejména z kapitoly Ministerstva obrany, policejní vysoké školy jsou financovány z kapitoly Ministerstva vnitra; zpravidla se na ně vztahují srovnatelná pravidla jako na veřejné vysoké školy a též jim mohou být přiznány obdobně i finanční prostředky.
Orgány státní vysoké školy jsou podobné jako na veřejné vysoké škole, krom správní rady; klíčovou roli zde sehrávají příslušná ministerstva.
V Česku takto v současné době (2024) působí 2 státní vysoké školy:
- V Praze má sídlo: Policejní akademie České republiky v Praze
- V Brně má sídlo: Univerzita obrany

Obě jsou univerzitního typu.

#### Soukromé vysoké školy
Právnická osoba, která má sídlo, svou ústřední správu nebo hlavní místo své podnikatelské činnosti na území některého členského státu EU, nebo která byla zřízena nebo založena podle práva některého členského státu EU, je oprávněna působit jako soukromá vysoká škola, pokud jí ministerstvo školství udělilo státní souhlas. Oprávnění působit jako soukromá vysoká škola je nepřevoditelné a nepřechází na právní nástupce. Před rozhodnutím si ministerstvo vyžádá stanovisko Akreditačního úřadu k udělení státního souhlasu. Soukromá vysoká škola je povinna zajistit finanční prostředky pro vzdělávací činnost – obvykle se zde tedy, oproti veřejným a státním vysokým školám v Česku, platí školné. Ministerstvo může poskytnout soukromé vysoké škole, která je veřejně prospěšnou právnickou osobou se statusem veřejné prospěšnosti zapsaným ve veřejném rejstříku, dotace. Soukromé vysoké školy udělují akademické tituly podle stejných pravidel jako veřejné vysoké školy, pokud mají akreditované studijní programy.
V Česku takto v současné době (2024) působí 27 soukromých vysokých škol.

#### Zahraniční vysoké školy
Od září roku 2016 české právo (vysokoškolský zákon) též reguluje působnost zahraničních organizací na svém území, tedy institucí či firem, které na území Česka poskytují vysokoškolské vzdělání pod zahraniční akreditací, přičemž liberalizace tohoto prostředí proběhla již zákonem v roce 1998, respektive od roku 1999. Do této doby též některé prameny (např. MFČR) kriticky uvádí ten fakt, že Česká republika se stala zemí s největším počtem soukromých vysokých škol – či přesněji právě soukromých subjektů poskytujících vysokoškolské vzdělávání – v Evropě. Za zahraniční vysokou školu v Česku je tak nyní dle zákona považována každá právnická osoba ustavená dle právních předpisů jiného státu, která je v tomto cizím státě, podle jehož práva byla zřízena, součástí vysokoškolského vzdělávacího systému a která v tomto státě poskytuje vzdělávání, jehož absolvováním se podle jeho právních předpisů získává vzdělání vysokoškolské.
V Česku takto v současné době (2024) působí 18 zahraničních vysokých škol (nebo jejich poboček).

##### Evropské zahraniční vysoké školy
Za evropské zahraniční vysoké školy v ČR jsou dle zákona považovány všechny ty zahraniční vysoké školy, které mají sídlo, svou ústřední správu nebo hlavní místo své podnikatelské činnosti na území některého jiného členského státu Evropské unie, nebo které byly zřízeny nebo založeny podle práva (jurisdikce) některého jiného členského státu, a jsou oprávněny poskytovat na území ČR zahraniční vysokoškolské vzdělávání v zahraničním vysokoškolském studijním programu, uskutečňované podle právních předpisů tohoto cizího státu, a to pouze pokud jsou v ČR přihlášeny k plnění příslušných informačních povinností.

##### Mimoevropské zahraniční vysoké školy
Za mimoevropské zahraniční vysoké školy v ČR jsou dle zákona považovány všechny ty zahraniční vysoké školy, které jsou oprávněny poskytovat na území České republiky zahraniční vysokoškolské vzdělávání v zahraničním vysokoškolském studijním programu, uskutečňované podle právních předpisů tohoto cizího státu, pouze pokud MŠMT udělí příslušné tuzemské povolení.

##### Pobočky evropských zahraničních vysokých škol
Za pobočky evropských zahraničních vysokých škol v ČR jsou dle zákona považovány všechny ty tuzemské právnické osoby, které hodlají na území ČR v rámci spolupráce s evropskou zahraniční vysokou školou poskytovat zahraniční vysokoškolské vzdělávání v zahraničním vysokoškolském studijním programu evropské zahraniční vysoké školy podle práva tohoto cizího státu evropské zahraniční vysoké školy a jsou oprávněny toto vzdělávání na území ČR uskutečňovat, pouze pokud se v ČR přihlásí k plnění příslušných informačních povinností.

##### Pobočky mimoevropských zahraničních vysokých škol
Za pobočky mimoevropských zahraničních vysokých škol v ČR jsou dle zákona považovány všechny ty tuzemské právnické osoby, které hodlají na území ČR v rámci spolupráce s mimoevropskou zahraniční vysokou školou poskytovat zahraniční vysokoškolské vzdělávání v zahraničním vysokoškolském studijním programu mimoevropské zahraniční vysoké školy podle práva domovského státu mimoevropské zahraniční vysoké školy a jsou oprávněny toto vzdělávání na území ČR poskytovat, pouze pokud jim MŠMT udělí příslušné tuzemské oprávnění.

### Lidé působící na vysoké škole
Akademická obec je krom studentů tvořena též lektory, technickohospodářskými pracovníky, pedagogy; příslušní funkcionáři pak plní role jednotlivých orgánů školy.

#### Akademičtí pracovníci
Na vysoké škole je výuka prováděna a řízena především profesory a docenty. Kromě nich mohou vyučovat, zejména vést semináře, resp. cvičení, i odborní asistenti, případně jen asistenti nebo lektoři. Akademickými pracovníky jsou dále též i mimořádní profesoři, příp. někteří další vědečtí, výzkumní a vývojoví pracovníci, pokud vykonávají i pedagogickou činnost. Pomoc při výuce je tak obvykle studijním plánem předepsána i doktorandům (dříve postgraduálním studentům, Ph.D. studentům, tedy studentům v doktorských studijních programech), či někdy též tzv. pomvědům – pomocným vědeckým silám (studentům určitých ročníků).
Podle vysokoškolského zákona (§ 70) se však za akademické pracovníky považují jen ti z nich, kteří vykonávají svou pedagogickou či tvůrčí činnost v pracovním poměru k dané vysoké škole. Přesto se na vysokoškolské výuce mohou podílet i další odborníci na základě dohod o pracích konaných mimo pracovní poměr. Vysokoškolský zákon též stanoví, že vnitřní předpis vysoké školy stanoví postavení hostujících profesorů a emeritních profesorů.

#### Akademičtí funkcionáři
V čele vysoké školy stojí rektor, ten zpravidla jedná a rozhoduje ve věcech školy jakožto statutární orgán. K činnosti rektora se vyjadřuje akademický senát školy, který též dohlíží na jeho činnost. Rektor je také do jisté míry, zejména v některých klíčových otázkách týkajících se majetku školy, odpovědný správní radě vysoké školy. Rektor má právo vybrat si své zástupce, tedy jmenuje a odvolává prorektory. Rektor též jmenuje a odvolává kvestora, který má za úkol řídit hospodaření a vnitřní správu školy a rovněž také v určitém rozsahu zastupovat rektora.
V čele jednotlivých částí univerzity pak stojí děkan v případě fakult (případně ředitel, pokud jde o jinou část univerzity, typicky vysokoškolský ústav), toho jmenuje a odvolává rektor. Děkan je odpovědný rektorovi, rovněž se k činnosti děkana vyjadřuje akademický senát fakulty, který dohlíží na jeho činnost. Děkan má právo vybrat si své zástupce, tedy jmenuje a odvolává proděkany. Děkan též jmenuje a odvolává tajemníka, který plní obdobnou funkci jako kvestor.
Určité manažerské funkce na akademické půdě též plní i vedoucí jednotlivých částí (např. kateder) a jejich případní zástupci.

### Studium na vysoké škole
V Česku musí student VŠ nejprve získat úplné střední vzdělání nebo úplné střední odborné vzdělání, tedy maturitu. Před rokem 1998 platila výjimka z tohoto pravidla např. pro mimořádně nadané zájemce o studium uměleckého oboru. Dnes je maturita podmínkou pro studium jakéhokoliv oboru.
Studentem vysoké školy se zpravidla dotyčný stává zápisem do studia. Akademický rok, jehož začátek stanoví rektor, trvá 12 kalendářních měsíců. Studium na vysoké škole je členěno na semestry, ročníky nebo bloky. Každý semestr, ročník nebo blok sestává z období výuky a zkoušek a z období prázdnin. Během studia na vysoké školy student plní své povinnosti, kupř. skládá zkoušky, zápočty, zpracovává semestrální či seminární práce, účastní se přednášek či seminářů apod. Studium se řádně ukončuje absolvováním studia v příslušném studijním programu, dnem ukončení studia je pak den, kdy byla vykonána státní zkouška. Student, resp. absolvent, též může být případně účasten i některých slavnostních akademických ceremoniálů (např. imatrikulace, promoce apod.).

#### Program studia
Studijní program (dříve studijní obor) si student volí při přijetí na vysokou školu. Podle zvoleného programu si zapíše předměty tak, aby splnil požadavky (viz kreditní systém). Jednotlivé obory musí být na vysoké škole akreditovány, aby student mohl získat po absolvování studia platný diplom.

#### Organizace studia
V rámci Boloňského procesu probíhá vysokoškolské studium dle tzv. kreditního systému ECTS (European Credit Transfer and Accumulation System), který podporuje mobilitu studentů a akademických pracovníků v rámci evropského prostoru. Tento systém umožňuje studentům splnit stanovený studijní plán.
Studijní plán typicky zahrnuje:
- Povinné předměty (A předměty): Tyto kurzy tvoří základ oboru.
- Povinně volitelné předměty (B předměty): Student si vybírá z nabízených předmětů podle zaměření nebo zájmu.
- Volitelné předměty (C předměty): Předměty, které mohou být zcela mimo hlavní studijní specializaci.

Studijní zátěž, kterou musí student splnit, se měří zpravidla v kreditech podle časového objemu práce potřebného na absolvování jednotlivých předmětů.

#### Formy studia
Studium může standardně probíhat v prezenční (denní), distanční (dálkové), nebo kombinované (kombinace obou předchozích) formě studia. V jednotlivých formách studia je též případně možné využití tzv. individuálního studijního plánu (ISP); ISP je typický zejména pro doktorské studijní programy (dříve postgraduální studium).

### Studijní programy

#### Bakalářský studijní program
Bakalářské studium (bakalářský cyklus) se uskutečňuje v bakalářském studijním programu (6 v ISCED; Bachelor's degree, bakalářská kvalifikace). Ten je zaměřen především na přípravu k výkonu povolání , ke studiu v navazujícím magisterském studijním programu a k získání obecných a odborných znalostí a dovedností v daném oboru. Bezprostředně se v něm využívají soudobé poznatky a metody; obsahuje též v potřebném rozsahu teoretické poznatky. Standardní doba studia včetně praxe je 3–4 roky. Studium se řádně ukončuje státní závěrečnou zkouškou, jejíž součástí je zpravidla obhajoba bakalářské práce. Absolventi získávají akademický titul bakalář (Bc.), či bakalář umění (BcA.).

#### Magisterský studijní program
Magisterské studium (magisterský cyklus) se uskutečňuje v magisterském studijním programu (7 v ISCED; Master's degree, magisterská kvalifikace). Ten je zaměřen na získání teoretických poznatků i praktických poznatků založených na soudobém stavu vědeckého poznání, výzkumu a vývoje, na zvládnutí jejich aplikace a na rozvinutí schopností k tvůrčí činnosti; v oblasti umění je zaměřen na náročnou uměleckou přípravu a rozvíjení talentu. Magisterské studium může mít dvě základní podoby: navazující magisterské studium a souvislé magisterské studium. Tyto typy se liší svou strukturou a délkou.

#### Navazující magisterské studium
Tento typ magisterského studia následuje po absolvování bakalářského studijního programu. Standardní doba trvání navazujícího magisterského studia je 1–3 roky, přičemž konkrétní délka závisí na povaze a požadavcích daného studijního oboru.

#### Souvislé magisterské studium
Souvislé magisterské studium není vázáno na předchozí bakalářské vzdělání. Tento typ studijního programu zahrnuje celistvé vzdělání v jednom cyklu a jeho standardní délka se pohybuje od 4 do 6 let.
- Čtyřleté obory jsou typické zejména pro některé umělecké disciplíny.
- Šestileté obory jsou běžné v oblastech, jako je medicína, právo či jiné obory, které vyžadují rozsáhlejší přípravu.

Studium se řádně ukončuje státní závěrečnou zkouškou, jejíž součástí je obhajoba diplomové práce. V oblasti všeobecného lékařství a zubního lékařství a veterinárního lékařství a veterinární hygieny se studium řádně ukončuje státní rigorózní zkouškou. Absolventi získávají akademické tituly magistr (Mgr.), magistr umění (MgA.), inženýr (Ing.), inženýr architekt (Ing. arch.), doktor medicíny (MUDr.), doktor zubního lékařství (MDDr.), nebo doktor veterinární medicíny (MVDr.); absolventi s titulem magistr (Mgr.) mohou navíc v téže oblasti studia vykonat rigorózní zkoušku (v takovém případě je její součástí obhajoba rigorózní práce) a tedy mohou následně získat titul doktor práv (JUDr.), doktor filozofie (PhDr.), doktor přírodních věd (RNDr.), doktor farmacie (PharmDr.), licenciát teologie (ThLic.), nebo doktor teologie (ThDr.).

#### Doktorský studijní program
Doktorské studium (doktorský cyklus) se uskutečňuje v doktorském studijním programu (8 v ISCED; Doctor's degree, Doctoral degree, Doctorate, doktorská kvalifikace). Ten je zaměřen na vědecké bádání a samostatnou tvůrčí činnost v oblasti výzkumu nebo vývoje nebo na samostatnou teoretickou a tvůrčí činnost v oblasti umění. Standardní doba studia je 3–4 roky. Studium v doktorském studijním programu probíhá podle individuálního studijního plánu (ISP) pod vedením školitele. Studium se řádně ukončuje státní doktorskou zkouškou a veřejnou obhajobou disertační práce, kterými se prokazuje schopnost a připravenost k samostatné činnosti v oblasti výzkumu nebo vývoje nebo k samostatné teoretické a tvůrčí umělecké činnosti. Disertační práce musí obsahovat původní a uveřejněné výsledky nebo výsledky přijaté k uveřejnění. Absolventům studia v doktorských studijních programech se uděluje akademický titul doktor (Ph.D.). (Uděluje se ve všech oborech, kupř. včetně umění či teologie.) Studium v doktorském studijním programu sleduje a hodnotí oborová rada ustavená podle vnitřního předpisu vysoké školy nebo její součásti, která má akreditovaný příslušný studijní program. Pro studijní programy ze stejné oblasti studia mohou vysoké školy nebo jejich součásti na základě dohody vytvořit společnou oborovou radu. Předsedou oborové rady je garant doktorského studijního programu.

### Programy celoživotního vzdělávání
Vysoká škola uskutečňuje krom výše uvedených akreditovaných studijních programů též programy celoživotního vzdělávání. V rámci své vzdělávací činnosti může VŠ poskytovat (zpravidla za úplatu, ale i bezplatně) programy celoživotního vzdělávání (CŽV), které jsou orientované na výkon povolání, tedy profesně, nebo zájmově. Bližší podmínky celoživotního vzdělávání stanoví vnitřní předpis. O úspěšném absolvování studia v rámci programu celoživotního vzdělávání vydává VŠ jeho účastníkům příslušné osvědčení (nikoliv vysokoškolský diplom – účastníci CŽV nejsou studenty). Úspěšným absolventům v příslušných programech CŽV následně v rámci akreditovaných studijních programů, pokud se tedy později stanou studenty, může případně VŠ uznat kredity, které získali v programu CŽV, a to dle vysokoškolského zákona až do výše 60 % kreditů potřebných k řádnému ukončení studia.
Jestliže na konkrétní vysoké škole existuje program CŽV, který částečně odpovídá vyučovanému akreditovanému studijnímu programu, mohou se některé takovéto programy CŽV rovněž týkat uchazečů, kteří neuspěli u přijímacích zkoušek na danou školu. Tito nepřijatí uchazeči ke studiu se mohou následně zapsat do tohoto programu CŽV, který bývá v takovémto případě placený. Poplatky účastníků těchto kursů jsou pak příjmem dané vysoké školy. Do programů CŽV se pak přijímací zkoušky nedělají, protože se nejedná o studium, ale CŽV, které je přístupné všem občanům. Těmto úspěšným účastníkům CŽV může být po dokončení odpovídajícího programu CŽV a splnění předepsaných podmínek (maturita atd.) též následně umožněno zařazení do příslušného akreditovaného studijního programu, někdy dokonce i bez přijímacích zkoušek, a to s tím, že mohou být účastníkům CŽV některé kursy uznány jakožto odpovídající předměty. Úspěšní účastníci CŽV se tak v některých případech následně mohou stát studenty vysokých škol, nicméně v takovýchto případech je zde určitá finanční náročnost, nevýhodou jsou též v některých případech i časová a jiná nesouslednost, případně pozdější neuznání některých kursů CŽV jakožto odpovídajících předmětů (např. při nízkém hodnocení z kursu, či při pozdějších změnách vnitřních předpisů školy či fakulty).

### Historie vysokých škol
Vysoké školy mají kořeny ve středověké Evropě, kde vznikaly jako centra vzdělanosti a náboženského učení. Postupně se rozvíjely v institucích nabízejících širší spektrum znalostí a staly se klíčovými pilíři moderních vzdělávacích systémů.

#### Středověk: Počátky univerzit
První univerzity vznikly ve 12. a 13. století v Evropě. Mezi nejstarší patří Univerzita v Bologni (1088), Pařížská univerzita (cca 1150) a Univerzita v Oxfordu (1167). Tyto instituce se původně zaměřovaly na teologii, právo a medicínu a byly úzce spjaty s církví. V českých zemích byla založena Univerzita Karlova v roce 1348 z tohoto důvodu je jednou z nejstarších univerzit ve střední Evropě.

#### Novověk: Reforma a rozšíření oborů
S nástupem renesance a osvícenství došlo k rozšíření spektra vyučovaných disciplín, včetně přírodních věd a filozofie. Reformy v 18. a 19. století vytvořily základ moderní univerzity spojující vzdělávání a výzkum.

#### Moderní doba: Masifikace a globalizace vzdělávání
Ve 20. století se univerzitní vzdělání stalo dostupnějším díky demokratizaci vzdělávacích systémů. Vysoké školy se začaly specializovat a rozvíjet interdisciplinární přístupy. Významným milníkem bylo zavedení Boloňského procesu v roce 1999, který harmonizoval evropské vysoké školství a umožnil větší mobilitu studentů a akademiků.
V současnosti vysoké školy plní nejen vzdělávací a výzkumnou roli, ale také významně přispívají ke společenskému rozvoji, inovacím a řešení globálních výzev. Tato tzv. "třetí role" univerzit zahrnuje přímé společenské působení, šíření poznatků a hodnot ve společnosti a aktivní zapojení do veřejné diskuse.

### Vzdělávání v mezinárodně uznávaném kursu
Dle vysokoškolského zákona může mimo výše uvedené v rámci své vzdělávací činnosti veřejná vysoká škola poskytovat bezplatně nebo za úplatu vzdělávání v mezinárodně uznávaném kursu orientovaném na zvýšení odbornosti studentů nebo absolventů vysoké školy. Bližší podmínky takovéhoto kursu pak stanoví vnitřní předpis. O absolvování studia v rámci kursu vydá veřejná vysoká škola jeho účastníkům příslušné osvědčení. Úspěšným absolventům kursu může veřejná vysoká škola udělit mezinárodně uznávaný titul. Účastníci kursu nicméně nejsou studenty ve smyslu vysokoškolského zákona.

### Akademická práva a svobody
Mezi základní akademická práva a akademické svobody patří:
- svoboda vědy, výzkumu a umělecké tvorby a zveřejňování jejich výsledků
- svoboda výuky spočívající především v její otevřenosti různým vědeckým názorům, vědeckým a výzkumným metodám a uměleckým směrům
- právo učit se zahrnující svobodnou volbu zaměření studia v rámci studijních programů a svobodu vyjadřovat vlastní názory ve výuce,
- právo členů akademické obce volit zastupitelské akademické orgány,
- právo používat akademické insignie a konat akademické obřady[22]

## Hodnocení vysokých škol
Hodnocení vysokých škol pomáhá zjistit, jak kvalitní jednotlivé univerzity jsou. Slouží studentům, zaměstnavatelům, ale i vládám a institucím, které chtějí podporovat kvalitní vzdělávání a výzkum. Také motivuje univerzity ke zlepšování výuky, výzkumu a mezinárodní spolupráce. Pro hodnocení vysokých škol se používají různé žebříčky, které zohledňují například kvalitu výuky, výzkumu nebo spolupráce se zahraničím.
Mezi nejznámější nástroje hodnocení patří:

### Šanghajský žebříček (ARWU)
Metodologie ARWU (Academic Ranking of World Universities) pro rok 2024 hodnotí univerzity na základě akademických a výzkumných ukazatelů. Mezi hlavní kritéria patří Nobelovy ceny a Fieldsovy medaile získané absolventy a zaměstnanci univerzit, počet citací, a počet publikací v prestižních časopisech (např. Nature, Science). Hodnotí se také výkon na jednoho akademika, což zohledňuje celkový výzkumný výstup univerzity v poměru k počtu akademických pracovníků. Každý z těchto ukazatelů má přidělenou určitou váhu, přičemž nejvyšší skóre (100) získá nejlepší univerzita v daném ukazateli a ostatní univerzity jsou hodnoceny jako procento z tohoto maxima. ARWU hodnotí více než 2500 univerzit, přičemž 1000 nejlepších je veřejně publikováno.
| Ukazatel                         | Váha | Definice ukazatele                                                                   |
| -------------------------------- | ---- | ------------------------------------------------------------------------------------ |
| Kvalita vzdělání                 | 10%  | Počet absolventů, kteří získali Nobelovu cenu nebo Fieldsovu medaili.                |
| Kvalita fakulty                  | 20%  | Počet zaměstnanců, kteří získali Nobelovu cenu nebo Fieldsovu medaili.               |
| Highly Cited Researchers (HiCi)  | 20%  | Počet vědců vybraných Clarivate™ za výjimečné citace.                                |
| Výzkumný výstup                  | 40%  | Počet publikací v Nature a Science (20%) a publikace indexované v SCIE a SSCI (20%). |
| Výkon na jednoho akademika (PCP) | 10%  | Výkon univerzity dělený počtem akademických pracovníků.                              |

Hodnocení v ARWU jsou vyjádřena v rozsazích, každý rozsah označuje umístění univerzity v celkovém pořadí mezi tisíci institucemi, které jsou hodnoceny.

### QS ranking
QS žebříček se zaměřuje na kombinaci kvality výuky, výzkumu a uplatnění absolventů. Zohledňuje například reputaci školy mezi odborníky, názory zaměstnavatelů, počet studentů na jednoho učitele a míru spolupráce se zahraničím.

### THE ranking
Žebříček Times Higher Education (THE) hodnotí univerzity na základě výuky, výzkumu, citací, mezinárodní spolupráce a spolupráce s průmyslem. Nabízí komplexní pohled na kvalitu univerzit.